# Salah Assad
Salah Assad (arab. ‏صالح عصاد‎; ur. 10 czerwca 1958 w Larbaâ Nath Irathen) – algierski piłkarz. Grał na pozycji napastnika.
Najwięcej czasu spędził grając w klubie RC Kouba, z którym zdobył puchar swojego kraju. Po tym sukcesie, osiągniętym w 1981 roku Assad postanowił przenieść się do Francji, a konkretnie do FC Mulhouse. Oprócz tego zaliczył jeszcze krótki epizod w PSG i na ostatnie lata swojej kariery powrócił do rodzimego kraju.
W 1980 roku z reprezentacją Algierii zdobył wicemistrzostwo Afryki. W 1982 i 1986 roku występował na Mistrzostwach Świata.